# إيروكا
آيدول دنستسو إيريكو تترجم حرفيًا: المغنية الأسطورية إيريكو (باليابانية: アイドル伝説えり子، بالروماجي: Idol Densetsu Eriko)، المعروف باسم إيروكا في الدبلجة العربية، هو مانغا يابانية من ثلاثة مجلدات من تأليف أيومي كاواهارا تم تحويله إلى أنمي سنة 1989 إلى 1990 وهو من إنتاج تتسورو أمينو وتولت إنتاجه شركة آشي برودكشن.

## القصة
تعيش إيروكا ابنة السيد يوسوكي شيزو والمغنية السابقة ميناكو حياة كريمة ومرفهة إلى أن جاء يوم افتتاح مسرح الحياة البحرية حيث كانت بانتظارهما هناك، فكانت الفاجعة أن مات والدها بحادث ودخلت الأم في غيبوبة والتي بعد ذلك تستيقظ ولكن تفقد ذاكرتها. عندها يكشف شريك والدها كوسوكي عن وجهه الحقيقي، ويجبرها على الغناء من أجل كسب المال، ولكن تلميذ والدها وصديقه المخلص السيد أوشيدا بسط جناحه وحماها وساعدها على التخلص من الشرير ودفعها للغناء لتحقيق حلمها وحلم والدها المتوفى، فتحقق شهرة واسعة منذ ظهورها الأول مما يضطر بكوسوكي إلى استعمال كل الأساليب لمنع إيروكا من النجاح في مسيرتها الفنية، ويوفق في ذلك، لكنها رغم كل العقبات تنجح وتحقق الحلم. والقصة مقتبسة عن حياة ايروكا ولكن ليست عن حياتها الاصلية.

## الفروق بين الدبلجة العربية والنسخة اليابانية
- إيروكا شيزو أصلها إيريكو تامورا.
- يوسوكي شيزو " يوسوكي تامورا.
- روكو أصلها ريوكو.
- ريوكو هي ام راي ولكنها كانت ترفض اخبار راي باسم والدها الحقيقي لاسباب مجهولة.
- ريوكو أيضا احبت هيروشي لذلك سافرت معه الي كينيا.
- احبت ريوكو هيروشي لانه صادق ولا يستغل جمالها مثل كيسوكي.ولكن في الدبلجة العربية ليس بينهما علاقة.

## الممثلون
- آمنة عمر
- أيمن السالك
- قاسم ملحو
- بثينة شيا
- عادل أبو حسون
- أمل عمران
- سمر كوكش
- نضال حمادي
- تغريد جرجور
- سامر رضوان
- لويز عبد الكريم
- إياس أبو غزالة
- إيفيلين الحسن
و
- مروان فرحات
- واصف الحلبي
- ميادة درويش
- مجد ظاظا
- رأفت بازو
- رأفت بازو - الراوي

## الشخصيات
- إيريكو تامورا

فتاة رقيقة الإحساس وتحب الاخرين وتسعى دائما لنشر السعادة في قلوب الناس بأغانيها الجميلة ولها معجبون كثيرون ولطالما أحبت الاخرين وساعدتهم ومن أهم الأفلام الكرتونية مشاهدة للأطفال.
- هيروشي

هو شاب غامض وغريب وفنان كبير ومن رغم أن شخصيته غريبة وغامضة إلا أنه طيب من الداخل؛ فقد ساعد إيروكا كثيرًا، ويشتهر هيروشي بأغنيته «القمر الأزرق» التي نالت إعجاب الجميع وكانت الأفضل في الانمي ويلقب هيروشي بالعازف الصامت.
- راي

هي فتاة ذات شخصية قوية عانت في طفولتها الوحدة لذلك بدت في البداية كأنها تكره إيروكا لكنهما في النهايةأصبحتا كالأختين تميزت راي بحضورها الصاخب والرائع بينما كانت أجمل أغنياتها (لنتخيل).

## أناشيد إيروكا

### البداية
- غناء: إيروكا شيزو.

رسمت بيتًا صغيرًا أسميته الأحلام.. في قلبي ينام.. وأزوره في كل منام.. رسمت فيه الزمان.. تنقصه بعض الألوان.. أراه يبتسم في آن.. وحزينٌ في بعض الأحيان.. يا أحلامي.. قولي للأيام.. سألون الدرب.. سألون كل الساعات.. بأحلى ألوان الحياة.. يا بيتي الصغير.. أنت سراجي المنير.. يا بيتي الصغير.. أنت سراجي المنير.

### النهاية
غناء: راي
حين أعود للوراء.. تأتيني صورٌ من الماضي.. أطياف ذكريات.. قد صارت حكايات.. تأتي ثم تمضي.. انظر بعيون أخرى.. قد تغيرت الألوان.. تحدثني.. تعلمني.. أن قد كان.. كان.. يا زمان.. سأرسمك في النسيان.. زهور بستان.. تتفتح عندما يأتي الأوان.. يا زمان.. سوف أكتب الدموع والأحزان.. في كتابٍ ليس له عنوان.. لن أعود للوراء.. لن يكون لي معه لقاء.. لن أعود للوراء.. لن أعود للوراء.. لن أعود للوراء.. لن يكون لي معه لقاء.. لن أعود للوراء.. لن أعود للوراء

### أصدقاءٌ.. أصدقاء
- غناء: إيروكا شيزو.

أصدقاءٌ.. أصدقاء.. في وجه الزمان.. أصدقاء.. تجمعنا المحبة والصفاء.. يجمعنا الإخلاص والوفاء.. تجمعنا الأيام والأحلام والأحزان.. أصدقاءٌ.. أصدقاء.. في كل مكان.. أصدقاء.. حتى لو كبرنا.. وغيرنا.. الزمانُ.. وغير ملامحنا.. حتى لو قليلًا قد.. طالت قامتنا.. براعم طفولة كنا.. عيون براءة كالنور..يشع في بيوتنا والمدرسة.. فرحًا نملؤها بالضحكات.. أصدقاءٌ..أصدقاء.. أصدقاء.. في وجه الزمان.. أصدقاء.. أصدقاء!!.. تجمعنا المحبة والصفاء.. يجمعنا الوفاء.. أصدقاءٌ.. أصدقاء.. أصدقاء!!.. في كل مكان.. أصدقاء.. أصدقاء.. حتى لو غيرنا الزمان.. غير ملامحنا.. أصدقاءٌ.. أصدقاء..

### الحلم المسافر
- غناء: إيروكا شيزو.

خذني إلى الشمس.. خذني إلى شاطئ البحر.. خذني إلي النور.. إلى الدفء وبلاد الزهر.. دعني أرى عرس الطبيعة.. والسماء.. لا أريد بردًا.. قد مللت من الشتاء.. دعني أرنم كالأطيار.. دعني أجري كمياه الأنهار.. وأطير كزهور النوار.. أوه..أوه..أوه.. غني للأطفال.. غني.. غني.. غني للآمال.. غني.. غني.. سألون العالم بفني.. وسأفرشه بأنواع الزهور.. غني للأطفال.. غني.. غني.. غني للآمال.. غني.. غني.. سألون العالم بفني.. وسأفرشه بأنواع الزهور..

### الأم
- غناء: إيروكا شيزو

أشتاق لبرك يا أمي.. للجنة من تحت القدم.. وأحن لحضنٍ يؤويني.. بحنانٍ ينسيني همي. أشتاق لبرك يا أمي.. للجنة من تحت القدم.. وأحن لحضنٍ يؤويني.. بحنانٍ ينسيني همي.. وأقبل في حبٍ كفًا.. تحنو كي أشفى من ألمي. وأقبل ما بين العينين. الساهرتين مع النجم.. وأقبل في حبٍ كفًا.. تحنو كي أشفى من ألمي. وأقبل ما بين العينين. الساهرتين مع النجم. أمي. أمي. أشتاق لبرك يا أمي. أمي. أمي. أشتاق لبرك يا أمي.. أشتاق لبرك يا أمي.. للجنة من تحت القدم.. وأحن لحضنٍ يؤويني.. بحنانٍ ينسيني همي.. وأراني لا أحيا إلا.. أشواقًا يشدوها نغمي.. فعسى أن تغدو لي يومًا.. برهانًا عن صدق الكلم.. وأراني لا أحيا إلا.. أشواقًا يشدوها نغمي.. فعسى أن تغدو لي يومًا.. برهانًا عن صدق الكلم.. أمي.. أمي.. أشتاق لبرك يا أمي.. أمي.. أمي. أشتاق لبرك يا أمي.. أشتاق لبرك يا أمي.. للجنة من تحت القدم.. وأحن لحضنٍ يؤويني. بحنانٍ ينسيني همي.. إن ترضي أن أمنح روحي.. ففداك الروح مع الجسم.. إن ترضي أن أمنح روحي.. ففداك الروح مع الجسم.. وفداك القلب ومهجته.. وفداك سنا عيني ودمي.... وفداك القلب ومهجته.. وفداك سنا عيني ودمي. أمي.. أمي.. أشتاق لبرك يا أمي.. أمي.. أمي.. أشتاق لبرك يا أمي.. أمي

### أمشي في الشوارع
امشي في الشوارع بين الناس .. فيراودني هذا الإحساس .. هل أنا فريدةٌ في هذا الكون .. ام انني مثلهم في الشكل والمضمون .. فالعيون دومًا نفس العيون .. وان اختلفت في الشكل واللون .. ماذا عن هذه النظرةِ للكون إنني اريد العون .. أريد ان اعرف ما هو الاختلاف وما هو التشابه بين البشر .. أريد ان اعرف حكايا الناس .. من كل البلاد .. من كل اللغات .. من كل الألوان .. من كل الأجناس ..

### الحياة الجديدة
ذكريات .. تملؤني الذكريات .. ذكريات .. تشبه الحكايات .. عن ماض ملون جميل .. ماض يعرف مرارة العبرات .. ذكريات .. تملؤني الذكريات .. ذكريات .. تشبه الحكايات .. إنها .. خلاصة الحياة .. وتلون أيامي كالأغنيات .. ألحان الفرح .. وطفولة المرح .. وزهور بألوان الربيع .. وألحان الدموع .. تذوب كالشموع .. تنير قلبي الصامد المنيع .. أووه .. ذكريات ذكريات .. تملؤني الذكريات .. عن ماض ملون جميل .. ذكريات ذكريات .. تشبه الحكايات .. إنها خلاصة الحياة .. ذكريات .. تملؤني الذكريات ..

## وصلات خارجية
- إيروكا على موقع IMDb (الإنجليزية)
- إيروكا على موقع ليتربوكسد (الإنجليزية)
- إيروكا على موقع كينوبويسك (الروسية)
- إيروكا على موقع ألو سيني (الفرنسية)
- إيروكا على موقع قاعدة بيانات الفيلم (الإنجليزية)
- إيروكا على موقع ANN anime (الإنجليزية)